# Gavilea supralabellata
Gavilea supralabellata là một loài thực vật có hoa trong họ Lan. Loài này được M.N.Correa mô tả khoa học đầu tiên năm 1966.